# L'École des vedettes
L'École des vedettes est une émission de télévision de variétés créée et présentée par Aimée Mortimer et diffusée pendant 7 ans de 1956 à l’été 1963 sur RTF Télévision à raison de 11 émissions par an et de 5 invités par émission.

## Présentation et principe de l'émission
L'École des vedettes est une émission mensuelle animée par Aimée Mortimer, diffusée un jeudi sur quatre, à 20h30. Produite dans les studios des Buttes Chaumont, le principe consiste à faire parrainer par une vedette confirmée un jeune artiste débutant. L'émission affiche un palmarès artistique de 385 jeunes comédiens, danseurs, chanteurs débutants, comme Claude Nougaro, Alice Dona, Leny Escudero et José Van Dam... L'émission occupe une place particulière dans l'histoire des variétés, pour avoir reçu, le 18 avril 1960, Johnny Hallyday, alors âgé de 17 ans et qui vient de publier son premier 45 tours. Il se contente de répondre aux questions de l'animatrice par « oui » ou « non » sous l’œil de sa « marraine » Line Renaud. En fait, ce jour-là, Line Renaud doit parrainer un jeune danseur, mais celui-ci tombe malade et annule sa participation à l’émission au dernier moment. Aimée Mortimer appelle alors le directeur artistique des disques Vogue pour lui trouver un remplaçant, qui lui envoie Johnny Hallyday dont ce sera la première apparition à la télévision.